# Гакон Вольден
Гакон Сінгсдал Вольден (норв. Håkon Singsdal Volden, нар. 25 травня 2007, Тронгейм, Норвегія) — норвезький футболіст, захисник клубу «Русенборг».

## Ігрова кар'єра

### Клубна
Гакон Вольден є вихованцем клубної академії «Русенборга». В квітні 2024 року він підписав з клубом перший професійний контракт. І 7 квітня того ж року Гакон дебютував в першій команді, коли вийшов на заміну в матчі чемпіонату країни проти «Стремсгодсета».

### Збірна
З 2023 року Гакон Вольден виступає за юнацькі збірні Норвегії.